# Epsilon Capricorni
Epsilon Capricorni (ε Cap / ε Capricorni) è un sistema stellare di magnitudine +4,5 situata nella costellazione del Capricorno. Dista 663 anni luce dal sistema solare.

## Osservazione
Si tratta di una stella situata nell'emisfero celeste australe; grazie alla sua posizione non fortemente australe, può essere osservata dalla gran parte delle regioni della Terra, sebbene gli osservatori dell'emisfero sud siano più avvantaggiati. Nei pressi dell'Antartide appare circumpolare, mentre resta sempre invisibile solo in prossimità del circolo polare artico. La sua magnitudine pari a 4,5 fa sì che possa essere scorta solo con un cielo sufficientemente libero dagli effetti dell'inquinamento luminoso.
Il periodo migliore per la sua osservazione nel cielo serale ricade nei mesi compresi fra fine agosto e dicembre; da entrambi gli emisferi il periodo di visibilità rimane indicativamente lo stesso, grazie alla posizione della stella non lontana dall'equatore celeste.

## Caratteristiche fisiche
Epsilon Capricorni è un sistema triplo; ε Capricorni A è una binaria spettroscopica formata da due stelle di magnitudine +5,0 e +6,3 separate tra loro di 0.0047 secondi d'arco, che a quella distanza corrisponde a circa 1 UA. La più brillante è una stella di classe B quasi 9 volte più massiccia del Sole.
L'altra componente, ε Capricorni B è di magnitudine 9,5, separata da 68,1 secondi d'arco da A e con angolo di posizione di 047 gradi. Dista nella realtà almeno 13.000 UA , che corrispondono a 0,22 anni luce, e si tratta di una stella di tipo spettrale K
La magnitudine assoluta combinata è di -2,04 e la sua velocità radiale positiva indica che la stella si sta allontanando dal sistema solare.